# Flumendosa
Flumendosa (sardinski: Frumendosa) je druga po veličini rijeka na Sardiniji (nakon Tirsa) duga 127 km.

## Zemljopisne karakteristike
Rijeka Flumendosa izvire na obrocima masiva Gennargentu na istoku otoka, ispod planine Armidda. Od izvora teče u pravcu jugoistoka sve do svog ušća u Tirensko more, niže od gradića Muravera.
Flumendosa sa svojim pritocima ima sliv velik oko 1 775 km², koji obuhvaća jugoistok Sardinije.
Zbog regulacije vodotoka i za potrebe navodnjavanja i opskrbe stanovništva pitkom vodom za ljetnih mjeseci, 1946. je osnovano poduće Ente Autonomo del Flumendosa. Ono je izgradilo više brana, od kojih je najveća ona u gornjem toku, uz koju je nastalo veliko umjetno jezero. 

## Vanjske poveznice
- Flumendosa River na portalu Encyclopædia Britannica